# Одобрительное голосование
Голосование по одобрительному принципу — система голосования, используемая для выборов, на которых каждый избиратель может голосовать за многих кандидатов по желанию. Это типично для выборов единственного победителя. Оно может быть расширено на многократных победителей; однако, голосование по одобрению на многократных победителей имеет совсем другие математические свойства. Голосование по одобрению — примитивная форма голосования, где диапазон, который избирателям разрешают выразить желание, чрезвычайно ограничен в количестве голосов на выборах.

## История
Метод был описан в 1968 году в эссе астрономом Гуйем Оттюеллом и сначала издан в 1977 году под названием «Арифметика голосования». Термин «голосование по одобрению» (англ. Approval voting) был придуман Робертом Дж. Вебером в 1976 году, но был издан в полном виде в 1978 году политическим учёным Стивеном Брамсом и математиком Питером Фишберном. Исторически, кое-что напоминающее голосование по одобрению за кандидатов использовалось в Венецианской республике в течение XIII столетия и для парламентских выборов в XIX столетии в Англии. Кроме того, ООН использует процесс, подобный этому методу, чтобы выбрать Генерального секретаря.
В некоторых странах, таких как США, Россия, в настоящее время одобрительное голосование не используется ни на каких общественных выборах.